# Alfred
 Ikke at forveksle med Alfred (film fra 1995).
Alfred er en dansk børnefilm fra 1973 instrueret af Erik Rasmussen efter en novelle af Finn Søeborg.

## Medvirkende
- Louis Miehe-Renard, Alfred
- Carsten Bjørkmann, Ib
- Lise Ringheim, Ibs mor
- Elin Reimer, Moster Ida